# Rákosnička páskovaná
Rákosnička páskovaná (Hyperolius argus) je druh žáby, který se řadí do čeledi rákosničkovití (Hyperoliidae) a rodu rákosnička (Hyperolius).

## Výskyt
Domovinou tohoto druhu je Afrika, konkrétně její východní a jižní část. Lze ji najít v Keni, Somálsku, Mosambiku, Tanzanii, Jihoafrické republice, Malawi a Zimbabwe, přičemž areál výskytu protíná řada chráněných oblastí. Rákosničky obývají hlavně savany a travnaté oblasti a preferují oblasti položené v nízkých nadmořských výškách, nepřesahujících 300 metrů nad mořem. Pro schopnost šplhat na stonky se druhu říká rákosnička.

## Popis
Rákosnička páskovaná je žába měřící mezi 27 až 34 mm s malými ploškami prstů. Vyvinul se pohlavní dimorfismus, obě pohlaví se tedy navzájem odlišují. Zatímco barva samečků je spíše zelenavá se skvrnami a pruhy, které se táhnou i přes oční víčka, a spodní část těla má barvu bílou, samice jsou zbarveny temnějšími odstíny, jejich barva je hnědá, s oranžovým břichem, tělo jim potom pokrývají skvrny smetanové barvy s černým lemem a na hlavě mají skvrnu ve tvaru písmene V. Každá samice má jedinečný vzor svých skvrn. Zbarvení druhu se může lišit s ohledem na zeměpisnou polohu.

### Chování
Rákosnička páskovaná je nočním druhem žáby. Ozývá se pomalým nízkým kvákáním. Největší zaznamenaná frekvence dosahovala 2000 Hz. Samci často kvákají z leknínů. K rozmnožování rákosnička páskovaná obvykle využívá dočasné vodní toky, které jsou porostlé vegetací. Reprodukce zde nemusí probíhat výhradně, ale žáby tato místa preferují pravděpodobně pro absenci vodních predátorů. Vajíčka samičky kladou po delší období, v jedné snůšce je jich okolo třiceti a celkem až dvě stě. Umísťují je na vodní vegetaci a časem se z nich vyvinou asi 5centimetroví světlehnědí pulci.

## Ohrožení
Pro tento druh představuje hrozbu ztráta jeho přirozeného prostředí společné s odchytem pro obchod se zvířaty. Zvláště na jihu Afriky byla populace klesající, populační trend rákosničky však není znám. Celkově se však nezdá býti ohrožena a Mezinárodní svaz ochrany přírody hodnotí rákoničku páskovanou jako málo dotčený taxon. Na Úmluvě o mezinárodním obchodu s ohroženými druhy volně žijících živočichů a rostlin není rákosnička rovněž zapsána.